# Spirit (automobilismo)
La Spirit è stato un team britannico di Formula 1 che ha corso dal 1983 al 1985. Fondata da John Wickham, esperto manager di scuderia di Formula 2, non è mai riuscita a segnare punti mondiali, pur potendo utilizzare i progetti di Gordon Coppuck.

## L'esordio in Formula 2
Il team fu fondato nel 1981 da John Wickham, proveniente dalla March, e Gordon Coppuck, progettista di assoluta fama. L'intento iniziale era quello di partecipare al campionato europeo di Formula 2 dell'anno successivo, in stretta collaborazione con la Honda. Il colosso nipponico aveva già fornito il suo motore, V6 di 2000 cm³, nel 1981 alla Ralt, con il quale il costruttore britannico aveva conquistato il campionato con Geoff Lees.
L'idea di fondo era quella però di preparare il ritorno della Honda nella Formula 1, da cui il costruttore giapponese mancava dal 1968. L'appoggio della Honda consentì alla Spirit di contare sul lavoro del designer della McLaren John Baldwin. La sede fu posta nella vecchia struttura del team motociclistico della Honda a Slough, in Inghilterra. Vennero scelti come piloti Stefan Johansson, pilota svedese con una breve esperienza in F1, e Thierry Boutsen, che nel 1981 era giunto secondo nel campionato di F2.

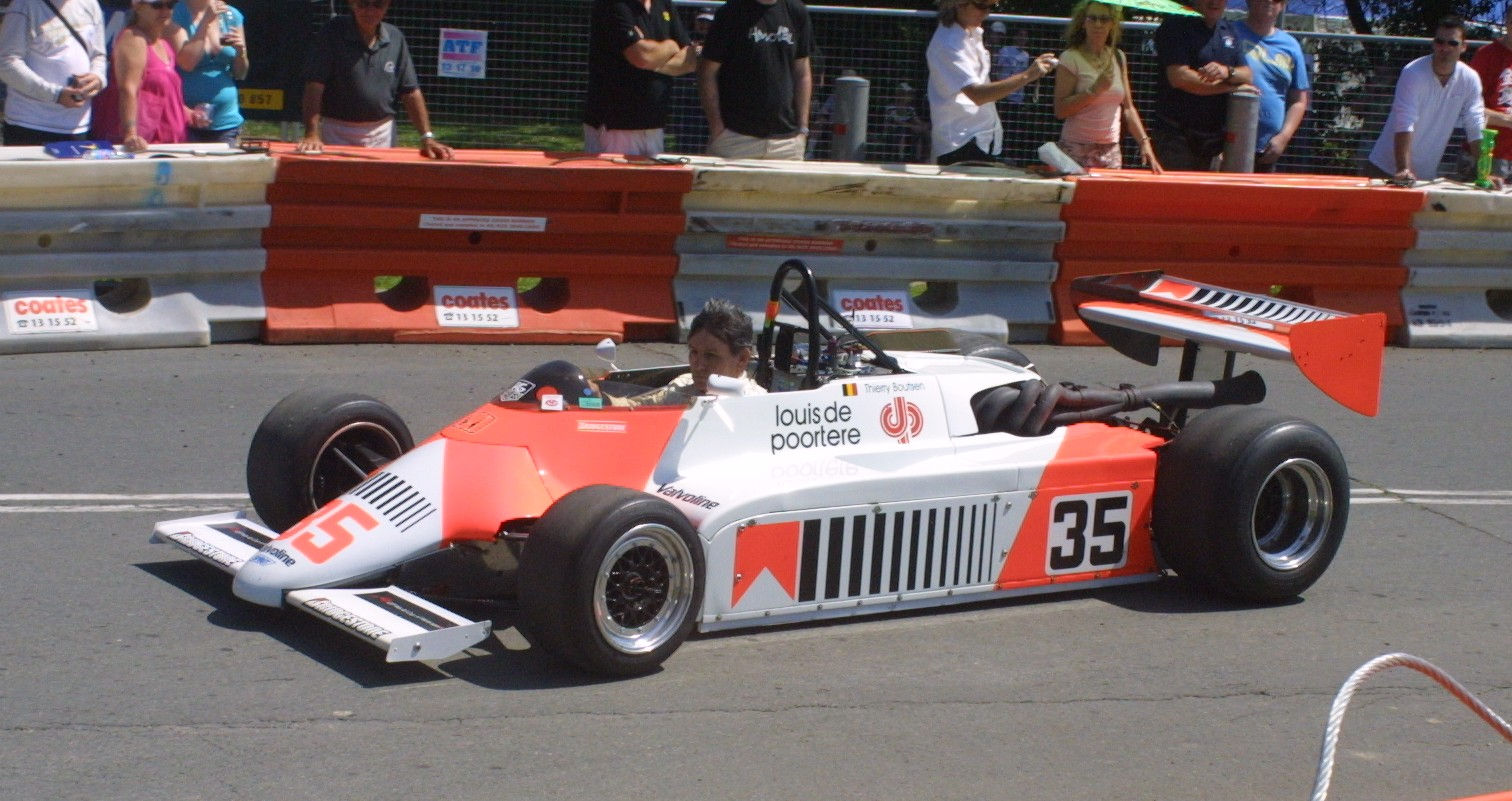
La 201 guidata da Boutsen in F2.

La vettura preparata, chiamata 201, viene disegnata da Coppuck, e fa il suo esordio nel febbraio 1982. Essa cerca di ripercorrere le linee più moderne delle vetture di Formula 1, con un telaio a monoscocca a nido d'ape. Il telaio venne preparato per accogliere il motore Honda aspirato da 2000 cm³. La vettura era un po' pesante per gli standard della F2, ma il motore era alquanto potente.
Malgrado l'inesperienza, il team sfiorerà il successo, restando in corsa per il titolo sino all'ultima gara con Thierry Boutsen; il belga chiuderà terzo, dietro Corrado Fabi e Johnny Cecotto, entrambi su March-BMW. Il belga vince tre gare (ADAC-Eiffelrennen al Nürburgring, il Gran Premio del Belgio a Spa e il Gran Premio del Mediterraneo ad Enna). L'altro pilota, lo svedese Stefan Johansson, chiuderà all'ottavo posto. I due conquisteranno otto pole e Boutsen guiderà le gare in testa per più giri di qualsiasi altro pilota.
I risultati, migliori di quelli della Ralt, convinceranno la Honda a puntare, definitivamente, sulla Spirit per il ritorno in Formula 1 dopo 14 anni d'assenza.
Nel 1983 Jo Gartner acquistò due vetture Spirit di Formula 2 per affrontare il campionato di quell'anno con il team Emco Racing. I motori Honda vennero sostituiti con dei BMW preparati da Heidegger. Gartner conquistò una vittoria (il Gran Premio di Pau, gara in cui partì dalla pole) ma la perdita dei motori giapponesi rese la monoposto meno competitiva, tanto che in tutta la stagione conquistò solo 14 punti, chiudendo sesto nel campionato mondiale.
Sempre nel 1983 il pilota britannico Geoff Lees si aggiudicò il campionato giapponese di F2, vincendo due gare con una Spirit-Honda. Nella stagione utilizzò anche una March.

## La Formula 1

### Stagione 1983
Le voci di un ritorno della Honda in Formula 1 si fanno più insistenti e, nel novembre del 1982, presso il poco noto circuito californiano di Willow Springs, Boutsen e Johansson iniziano a testare la vettura di Formula 1 per il 1983.
La vettura era la stessa F2 dell'anno prima, opportunamente adattata. Si trattava di una vettura laboratorio per sviluppare il motore, non necessariamente con lo scopo di esordire nel campionato mondiale.

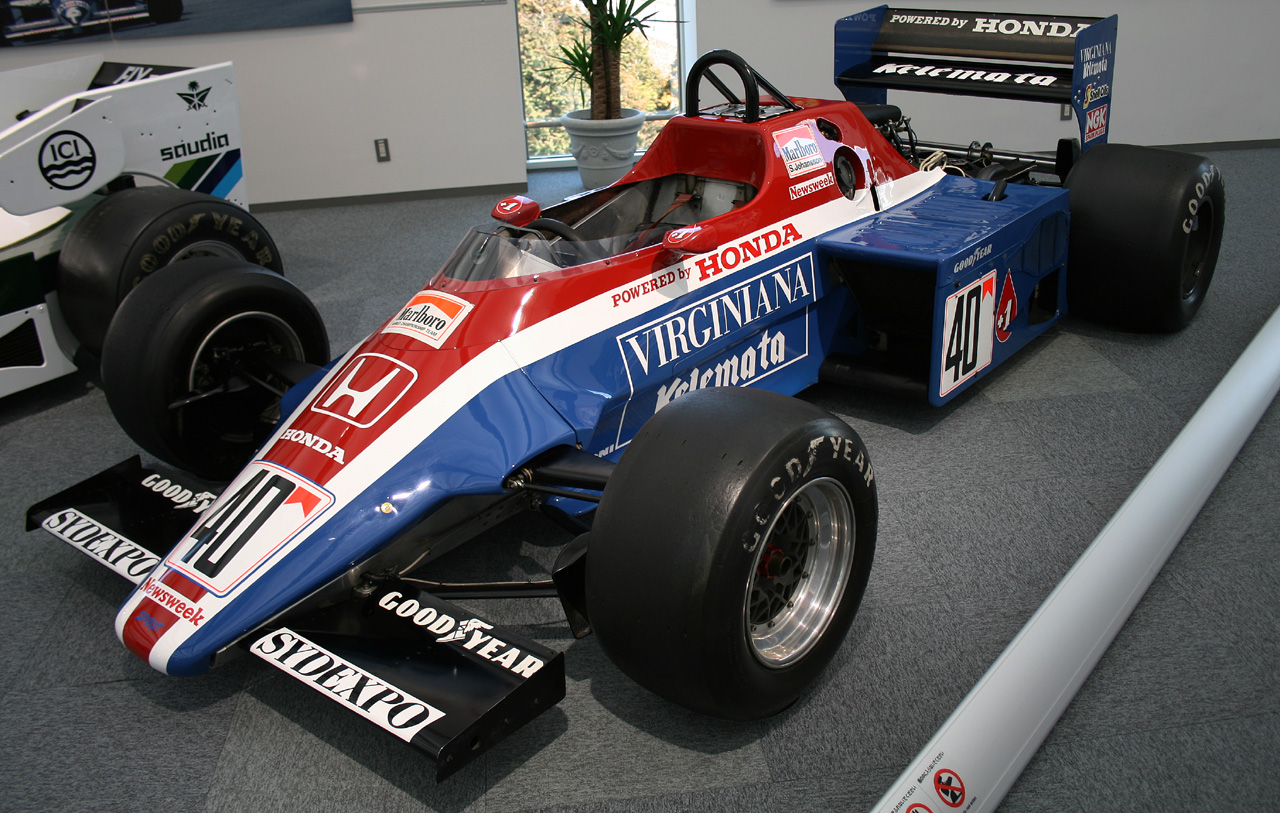
La Spirit 201C.

L'esordio avvenne nella Race of Champions, gara non valida per il mondiale, disputata il 10 aprile presso il Circuito di Brands Hatch. Con Johansson alla guida la vettura si qualificò dodicesima, a ben 19 secondi dalla pole. Dopo 4 giri fu costretta al ritiro causa un guasto al motore.
Dopo altri mesi di test, l'esordio nel mondiale avvenne nel Gran Premio di Gran Bretagna, il 16 luglio dello stesso anno, sempre con al volante Stefan Johansson. Il miglior risultato dell'anno, e della storia della scuderia, sarà il settimo posto nel Gran Premio d'Olanda. La vettura utilizzata era la stessa di Formula 2 riadattata, tanto da chiamarsi "201 C".
A Monza fu presentata ma non completata la nuova vettura la "101". I ritardi e la scarsa competitività portarono la Honda ad abbandonare la Spirit, dopo che già nel corso dell'anno era stato trovato un accordo con la più attrezzata e prestigiosa Williams.

### Stagione 1984
Dopo l'addio della Honda, la scuderia si adatterà, per la stagione 1984, alla motorizzazione Hart. Il motorista inglese fornisce un motore turbo con 4 cilindri in linea.
Il primo Chassis della 101 (quello apparso incompleto a Monza) fu convertito al nuovo motore creando la vettura "101 B"
La vettura fu inizialmente testata dall'ex campione del mondo Emerson Fittipaldi sul circuito di Jacarepaguá sebbene il suo ingaggio risultasse troppo oneroso. Fu poi la volta dell'italiano Fulvio Ballabio, la cui iscrizione al campionato fu bloccata dalla FIA. La scuderia così scelse un altro pilota italiano, Mauro Baldi.
Al volante del modello 101B si alterna al pilota italiano l'olandese Huub Rothengatter, ma senza ottenere nessun risultato migliore dell'ottavo posto, colto in ben quattro occasioni.
In una gara (Detroit) verrà utilizzato anche un motore Ford Cosworth DFV aspirato, anche se con poca fortuna visto che la vettura non si qualifica. Per tale occasione lo Chassis n.1 (quello in origine destinato al motore Honda) fu nuovamente modificato (adottando l'aerodinamica dell'anno precedente) nella versione 101C. Ciò fu deciso anche per la difficoltà della Hart di produrre pezzi di ricambio, in quanto il motorista inglese era penalizzato dallo sciopero dei metalmeccanici in Germania Ovest, in cui erano presenti dei fornitori del motorista. Problemi coi ricambi vi erano stati anche per la Toleman e la RAM.

### Stagione 1985
Nel 1985 parteciperà solo alle prime tre gare; dopo la gara di San Marino la scuderia abbandonerà la Formula 1, cedendo la fornitura di pneumatici Pirelli alla Toleman.

## La Formula 3000
Il team riapparve in Formula 3000 come Spirit Motorsport nel 1988, sempre con la guida di Wickham e il supporto di Geoff Mitchell e Tony Searles. La scuderia fece correre Bertrand Gachot e Paolo Barilla, con vetture della Reynard, motorizzate Ford-Cosworth. Gachot ottenne due secondi posti a Vallelunga e Silverstone, tanto da lottare nelle prime gare per il titolo, mentre Barilla fu quarto a Brands Hatch.
A metà stagione Wickham venne allontanato e Steve Kempton, pilota britannico prese il controllo del team. Il pilota britannico, già presente ma non partente nella gara inaugurale a Jerez, corse a Birmingham cogliendo l'undicesimo posto. Successivamente vennero ingaggiati il pilota brasiliano Marco Greco e il belga Éric Bachelart ma, entrambi, non riuscirono mai a qualificarsi. A fine stagione la Spirit uscì definitivamente dal mondo delle corse.

## Risultati completi in Formula 1
| Anno | Vettura | Motore       | Gomme | Piloti           |  |  |  |  |  |  |  |  |     |     |    |   |     |    |  |  |  |  |  |  |  |  |  |  | Punti | Pos. |
| ---- | ------- | ------------ | ----- | ---------------- |  |  |  |  |  |  |  |  | --- | --- | -- | - | --- | -- |  |  |  |  |  |  |  |  |  |  | ----- | ---- |
| 1983 | 201     | Honda RA163E | G     | Stefan Johansson |  |  |  |  |  |  |  |  | Rit | Rit | 12 | 7 | Rit | 14 |  |  |  |  |  |  |  |  |  |  | 0     | -    |

| Anno | Vettura   | Motore                        | Gomme | Piloti            |     |   |     |   |     |    |    |    |     |    |   |    |     |   |   |    |  |  |  |  |  |  |  |  | Punti | Pos. |
| ---- | --------- | ----------------------------- | ----- | ----------------- | --- | - | --- | - | --- | -- | -- | -- | --- | -- | - | -- | --- | - | - | -- |  |  |  |  |  |  |  |  | ----- | ---- |
| 1984 | 101B 101C | Hart 415T e Ford Cosworth DFV | P     | Mauro Baldi       | Rit | 8 | Rit | 8 | Rit | NQ |    |    |     |    |   |    |     |   | 8 | 15 |  |  |  |  |  |  |  |  | 0     | -    |
| 1984 | 101B 101C | Hart 415T e Ford Cosworth DFV | P     | Huub Rothengatter |     |   |     |   |     |    | NC | NQ | Rit | NC | 9 | NC | Rit | 8 |   |    |  |  |  |  |  |  |  |  | 0     | -    |

| Anno | Vettura | Motore    | Gomme | Piloti      |     |     |     |  |  |  |  |  |  |  |  |  |  |  |  |  |  |  |  |  |  |  |  |  | Punti | Pos. |
| ---- | ------- | --------- | ----- | ----------- | --- | --- | --- |  |  |  |  |  |  |  |  |  |  |  |  |  |  |  |  |  |  |  |  |  | ----- | ---- |
| 1985 | 101D    | Hart 415T | P     | Mauro Baldi | Rit | Rit | Rit |  |  |  |  |  |  |  |  |  |  |  |  |  |  |  |  |  |  |  |  |  | 0     | -    |